# Järise (Saaremaa)
Koordinaten: 58° 30′ N, 22° 26′ O

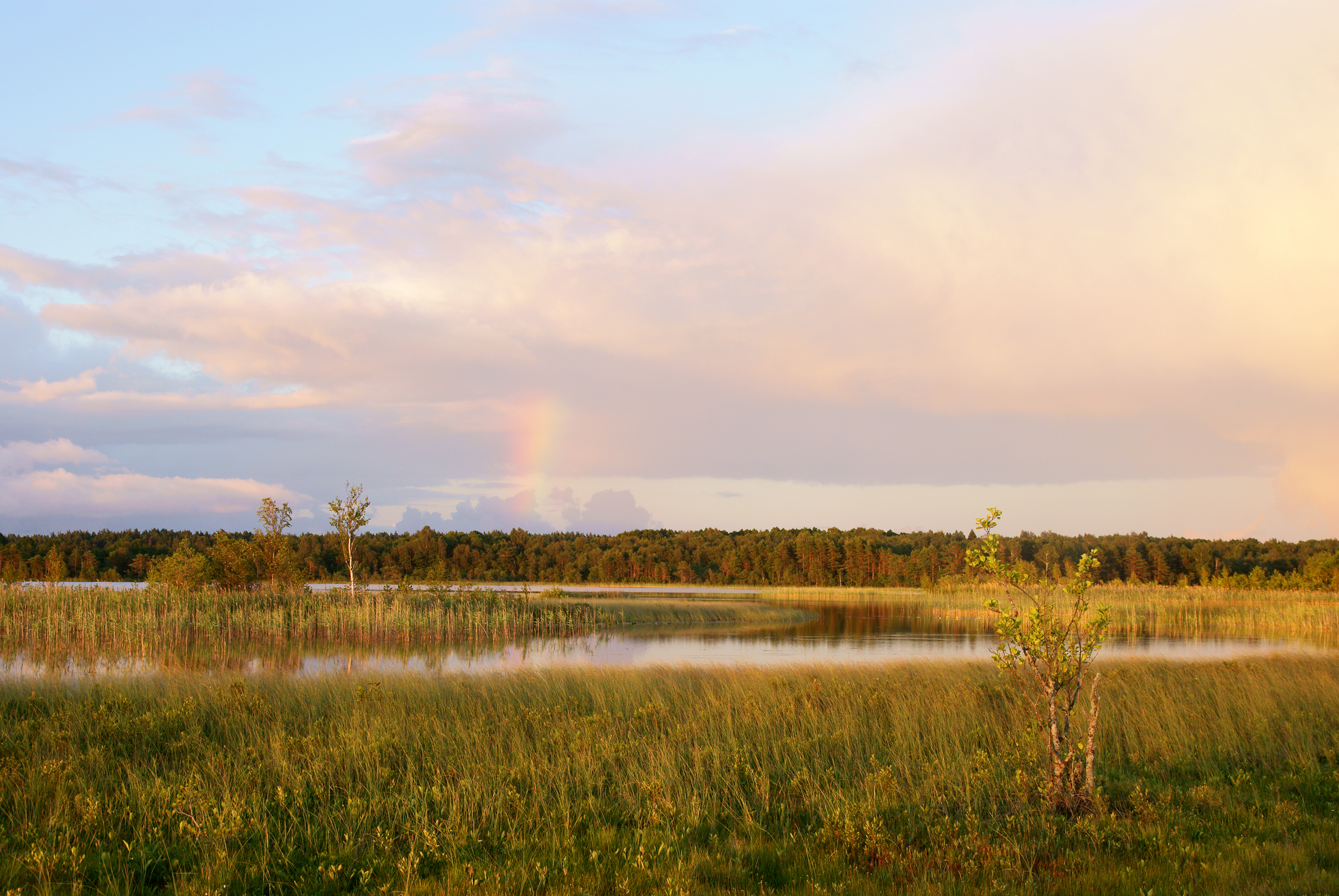
Der Järise-See nahe dem Dorfkern

Järise (deutsch Järis) ist ein Dorf (estnisch küla) auf der größten estnischen Insel Saaremaa. Es gehört zur Landgemeinde Saaremaa (bis 2017: Landgemeinde Mustjala) im Kreis Saare.

## Einwohnerschaft und Lage
Das Dorf hat 13 Einwohner (Stand 31. Dezember 2011). Es liegt 28 Kilometer nördlich der Inselhauptstadt Kuressaare.

## Järise-See
Nahe dem Dorf befindet sich der gleichnamige See, der 96,4 Hektar große Järise järv.